# Иква (футбольный клуб)
«Иква» (укр. Іква) — бывший украинский футбольный клуб из посёлка Млинов, Ровненской области. Являлся фарм-клубом луцкой «Волыни». Домашней ареной клуба являлся стадион «Колос».

## История
В 1989 году команда заняла второе место в чемпионате Ровненской области, уступив лишь «Химику». «Иква» принимала участие последнем розыгрыше любительского чемпионата Украинской ССР. В 2002 году команда стала третьей в областном чемпионате, уступив ОДЕКу и «Локомотиву». Параллельно с этим, «Иква» дебютировала в любительском чемпионате Украины. Команда также доходила до финала кубка области.
В сезоне 2003/04 клуб был заявлен для участия во Второй лиге Украины. Главным тренером стал Николай Волков, а почётным президентом клуба являлся Анатолий Юхименко. Первая игра завершилась поражением от «Техно-Центра» (0:1). По окончании первого круга у команды начались финансовые проблемы. Часть футболистов покинуло команду. Руководство луцкой «Волыни», фарм-клубом которой являлась «Иква», обращалось в Профессиональную футбольную лигу Украины с просьбой переименовать команду в «Волынь-2». Однако от идеи переименования отказались из-за большой денежной суммы за смену названия команды. Также лучане просили разрешить фарм-клубу выступать на местном стадионе «Подшипник».
Ко второму кругу команду готовил новый тренер — Анатолий Йоц, который ранее тренировал «Ковель-Волынь-2». Именно по этому новыми игроками «Иквы» стали футболисты ранее выступавшие за «Ковель-Волынь-2». Зимой 2004 года «Иква» тренировалась в Луцке, а после на Закарпатье, где в марте 2004 года принимала участие в Кубке Вижибу. По итогам сезона «Иква» заняла предпоследнее 15 место и покинула турнир. Лучшим бомбардиром клуба с 6 забитыми голами стал Сергей Вознюк. В команде начинали свои выступления Владимир Гоменюк, Олег Герасимюк и Виталий Неделько.

## Главные тренеры
- Николай Волков (2003)
- Анатолий Йоц (2004)

## Статистика
| Сезон   | Дивизион            | Место в чемпионате | И  | В | Н  | П  | ГЗ | ГП | О  | Кубок Украины | Примечание |
| ------- | ------------------- | ------------------ | -- | - | -- | -- | -- | -- | -- | ------------- | ---------- |
| 2003/04 | Вторая лига Украины | 15 из 16           | 30 | 6 | 10 | 14 | 24 | 38 | 28 | 1/32 финала   | Понижение  |